# Aeroportul Bursa
Aeroportul Bursa (IATA: BTZ, ICAO: LTBE) este un aeroport din Provincia Bursa, Turcia.
Situat la o altitudine de 101 m, aeroportul dispune de o singură pistă. Este operat de BURULAŞ⁠(d).